# Asian Film Awards 2022
A 16.ª cerimônia de entrega dos Asian Film Awards (no original em inglês: 16th Asian Film Awards) foi apresentada no Hong Kong Palace Museum dia 12 de Março de 2023 e homenageou as melhores produções asiáticas de 2022 em diversas categorias. As indicações foram anunciadas em 6 de janeiro de 2023.  
Nesta edição da premiação, 30 filmes de 22 regiões e países foram selecionados as 81 indicações. O filme sul-coreano, Heojil gyeolsim (Decision to Leave) recebeu a maior quantidade de indicações (10), seguido do longa japonês, Doraibu mai kā (Drive My Car) (8).

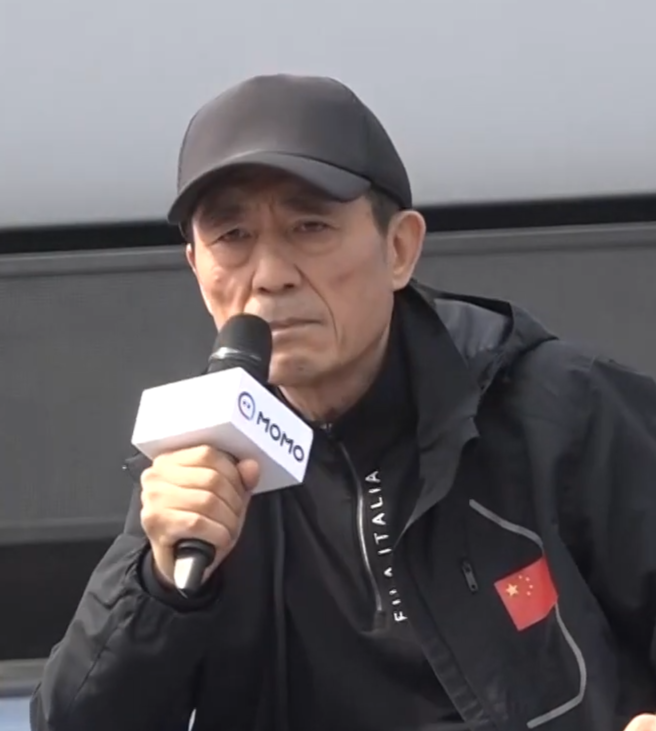
Zhang Yimou, Presidente do Juri.

## Júri
- Zhang Yimou  como Presidente do Juri - cineasta, produtor, escritor e ex-diretor de fotografia.[4]

## Premiados e Indicados
Lista completa dos indicados:
| Melhor Filme | Melhor Diretor |
| Drive My Car - Decision to Leave - Ponniyin Selvan: I - Poet - When the Waves Are Gone | Hirokazu Kore-eda – Broker - Park Chan-wook – Decision to Leave - Ryusuke Hamaguchi – Drive My Car - Darezhan Omirbaev – Poet - Davy Chou – Return to Seoul                                                                                               |
| Melhor Ator | Melhor Atriz |
| Tony Leung Chiu-wai – Where the Wind Blows como Nam Kong - Park Hae-il – Decision to Leave como Jang Hae-jun - Hidetoshi Nishijima – Drive My Car como Yūsuke Kafuku - Ryohei Suzuki – Egoists como Kōsuke - Zhang Yi – Home Coming como Zong Dawei - Mohsen Tanabandeh – World War III como Shakib | Tang Wei – Decision to Leave como Song Seo-rae - Sylvia Chang – A Light Never Goes Out como Mei-heung - Karena Lam – American Girl como Wang Li-li - Happy Salma – Before, Now & Then como Nana - Chieko Baisho – Plan 75 como Mishi Kakutani             |
| Melhor Ator Coadjuvnate | Melhor Atriz Coadjuvante |
| Hio Miyazawa – Egoists como Ryūta - Masaki Okada – Drive My Car como Kōji Takatsuki Kafuku - Im Si-wan – Emergency Declaration como Ryu Jin-seok - Oh Kwang-rok – Return to Seoul como Freddie's biological father - Michael Hui – Where the Wind Blows como George Lee                             | Kim So-jin – Emergency Declaration como Hee-jin - Sakura Ando – A Man como Rie Taniguchi - Laura Basuki – Before, Now & Then como Ino - Yin Tao – Home Coming como Bai Hua - Yuumi Kawai – Plan 75 como Yoko Narimiya                                     |
| Melhor Diretor Estreante | Melhor Revelação |
| Jigme Trinley – One and Four - Makbul Mubarak - Autobiography - Saim Sadiq - Joyland - Chie Hayakawa – Plan 75 - Kim Se-in – The Apartment with Two Women | Mak Pui Tung – The Sparring Partner como Angus Tong - Lee Ji-eun – Broker como Moon So-young - Louise Wong - Anita como Anita Mui - Yang En You – Lighting Up the Stars como Wu Xiao Wen - Park Ji-min – Return to Seoul como Frédérique "Freddie" Benoît |
| Melhor Roteiro | Melhor Montagem |
| Jhung Seo-kyung, Park Chan-wook – Decision to Leave como Song Seo-rae - Makbul Mubarak - Autobiography - Ryusuke Hamaguchi, OE Takamasa – Drive My Car - Liu Jiangjiang, Yu Min – Lighting Up the Stars como Wu Xiao Wen - Lav Diaz – When the Waves Are Gone                                       | Azusa Yamazaki – Drive My Car - Kim Sang-bum – Decision to Leave - A. Sreekar Prasad – Ponniyin Selvan: I - Zhu Lin, Wei Yong, Gao Qiongjiali – Lighting Up the Stars - Dounia Sichov – Return to Seoul                                                   |
| Melhor Cinematografia | Melhor Música |
| Lu Songye – One and Four - Batara Goempar – Before, Now & Then como Ino - Kim Ji-yong – Decision to Leave - Hideho Urata – Plan 75 - Ravi Varman – Ponniyin Selvan: I | Eiko Ishibashi – Drive My Car - Jo Yeong-wook – Decision to Leave - A. R. Rahman – Ponniyin Selvan: I - Jérémie Arcache, Christophe Musset – Return to Seoul - Bahman Ghobadi, Vedat Yildirim The Four Walls                                              |
| Melhor Figurino | Melhor Direção de Arte |
| Karen Yip, Dora NG - Anita - Ryu Hyun-min, Oh Jung-geun – Alienoid - Retno Ratih Damayanti – Before, Now & Then - Shinozuka Nami - Egoists - Eka Lakhani – Ponniyin Selvan: I | Ryu Seong-hie – Decision to Leave - Vida Sylvia Theresia – Before, Now & Then - Li Miao – Home Coming - Thota Tharani – Ponniyin Selvan: I - Bill Lui, Andrew Wong – Where the Wind Blows                                                                 |
| Melhor Efeitos Visuais | Melhor Som |
| Chas Chau, Leung Wai Kit, Kwok Tai – Warriors of Future - Jung Seung-oh – Alienoid - Zhang Fan – Moon Man - V. Srinivas Mohan – RRR - Sato Atsuki – Shin Ultraman | Tu Duu-Chih - Anita - Kim Suk-won – Decision to Leave - Nomura Miki, Obo Tatsuya – Drive My Car - Vincent Villa – Return to Seoul - Ashwin Rajashekar – RRR                                                                                               |
| AFA Next Generation Award | Asian Film Contribution Award |
| Ji Chang-wook | Tony Leung Chiu-wai |

## Filmes com múltiplas indicações
Os seguintes filmes receberam várias indicações:
| Indicações | Filmes                |
| ---------- | --------------------- |
| 10         | Decision to Leave     |
| 8          | Drive My Car          |
| 6          | Ponniyin Selvan: I    |
| 6          | Return to Seoul       |
| 5          | Before, Now & Then    |
| 3          | Where the Wind Blows  |
| 3          | Egoists               |
| 3          | Home Coming           |
| 3          | Plan 75               |
| 3          | Lighting Up the Stars |

## Ligação Externa
- «Sítio oficial»